# Echinochloa obtusiflora
Espèce
Echinochloa obtusiflora est une espèce de plantes monocotylédones de la famille des Poaceae, sous-famille des Panicoideae, originaire d'Afrique tropicale.